# Budafoki MTE
Budafoki Labdarúgó Club (Budafoki LC, BLC) – węgierski klub piłkarski z siedzibą w Budapeszcie.

## Historia

### Chronologia nazw
- 1912: Világosság Football Csapat
- 1913: Budafoki Atlétikai és Football Club (AFC)
- 1919: Budafoki Munkás Testedző Egyesület (MTE)
- 1922: Budafoki Műkedvelő Testedző Egyesület (MTE)
- 1950: Budapesti Gyárépítők MTE (przyłączenie klubu Budapesti Gyárépítők SE)
- 1951: Budapesti Gyárépítők SK
- 1956: Budafoki Építők MTE
- 1957: Budafoki MTE Kinizsi Sportegyesület
- 1982: Budafoki MTE
- 1994: Budafoki Labdarúgó Club (LC)
- 2006: Budafoki Lombard Labdarúgó Club
- 2007: Budafoki LC

## Osiągnięcia
- W lidze: 1945/46, 2020/21
- Finał Pucharu Węgier (1 raz): 2022/23[1]